# Jan Luis Vives
Jan Luis Vives (1492. – 1540.) bio je španjolski humanist, filozof i pedagog, učenik i prijatelj Erazma Roterdamskog. 
Živio je u Parizu, Brugesu i Engleskoj, gdje je radio kao nastavnik u Lovainu i Oxfordu. 
Pisao je isključivo na latinskom. Smatra se pretečom suvremene psihologije. Autor djela O duši i životu, Uvod u pravu mudrost i O istini kršćanske vjere.